# Anton Fig

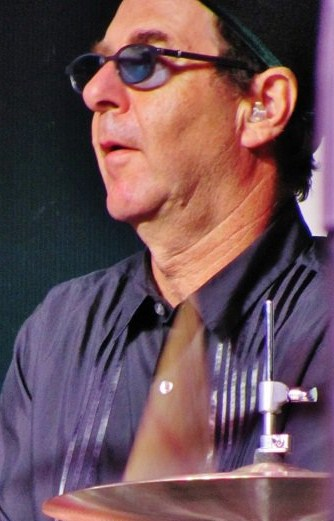
Anton Fig (2014)

Anton Fig (* 8. August 1952 in Kapstadt) ist ein US-amerikanischer Rock- und Jazz-Schlagzeuger.

## Leben

### Frühe Karriere
Fig begann im Alter von vier Jahren Schlagzeug zu spielen. Er trat in südafrikanischen Rockbands auf, bevor er nach Boston ging, wo er bis 1975 am New England Conservatory of Music studierte. 1976 ging er nach New York, wo er als freischaffender Musiker arbeitete.
Er arbeitet unter anderem zusammen mit Bob Dylan, B. B. King, Peter Frampton, Joan Armatrading, Cyndi Lauper, Link Wray, John Waite, Robert Gordon, Joe Bonamassa, Beth Hart und der Band Kix. Auf den Kiss-Alben Dynasty (1979) und Unmasked (1980) spielt er das Schlagzeug.
Fig war Mitglied der Band Spider, spielte mit auf den Veröffentlichungen von 1980 und 1981. Er spielte zusammen mit Shanghai auf der Veröffentlichung von 1982 zusammen mit dem Produzenten Beau Hill und der Liedkomponistin Holly Knight.
1987 war er am Soloprojekt von Ace Frehley, dem ehemaligen Lead-Gitarristen von Kiss, als Mitglied in dessen Band Frehley’s Comet beteiligt. Er spielte auf dem gleichnamigen Album, verließ die Gruppe aber nach dem Ende der anschließenden Tournee, um sich seinen Verpflichtungen bei CBS widmen zu können.

### David Letterman
Seit 1986 ist er Mitglied der World's Most Dangerous Band, die auf NBC die Show Late Night with David Letterman begleitete. Als die Show 1993 zu CBS umzog, wurde die Band (nun verstärkt durch eine Bläsergruppe) bekannt als CBS-Orchestra, das als Band der Late Show with David Letterman und als Hausband der Rock and Roll Hall of Fame wirkt. Er trat in dieser Funktion mit Musikern wie Miles Davis, James Brown, Bruce Springsteen, Steve Winwood, Bonnie Raitt und Tony Bennett auf. Wenn Paul Shaffer als Bandleader der CBS-Band nicht da war, übernahm Fig diese Rolle.
Zur Abschlusszeremonie der Olympischen Sommerspiele in Atlanta 1996 begleitete das Orchester Stevie Wonder, Faith Hill, Little Richard und B.B. King, beim Concert for New York City 2001 David Bowie, Mick Jagger und Keith Richards, Eric Clapton und Buddy Guy, Macy Gray und James Taylor. Die Band unterstützte auch Al Green, Gloria Estefan, *NSYNC und Eric Clapton auf dem "Save the Music"- Konzert vom Sender VH1 im Weißen Haus.
Fig spielte in dieser Zeit auch in einigen Sketchen der Show mit, auch in dem wiederkehrenden Gag "Anton Fig's Guess The Expiration Date" (Anton Fig errät das Ablaufdatum), in dem Fig eine Augenbinde trug und mit Essen gefüttert wurde und das Ablaufdatum der Lebensmittel am Geschmack erraten sollte.

### Andere Projekte
1996 veröffentlichte Fig ein Lehrvideo für Schlagzeuger unter dem Titel In the Groove, als Buch unter dem Titel Late Night Drumming. 2002 erschien sein Album Figments, an dem unter anderem Richie Havens, Brian Wilson, Ivan Neville, Sebastian Bach, Ace Frehley, Al Kooper, Chris Spedding, Donald Dunn, Blondie Chaplin, Paul Shaffer, Chris Botti, Randy Brecker und Richard Bona mitwirkten.
In einigen anderen Aufnahmen, die Fig gemacht hat, arbeitete er zusammen mit Bob Dylan, Mick Jagger, Cyndi Lauper, Madonna, Gary Moore, Shanghai, Ace Frehley, Joan Armatrading, Rosanne Cash, Joe Cocker, John Phillips, Warren Zevon, Sebastian Bach, Oz Noy, Jed Davis, Joe Satriani, Paul Butterfield, R. „Guitar“ Prasanna und Chris Spedding.
Als freischaffender Schlagzeuger hatte Fig Liveauftritte mit Paul Simon, Booker T. & the M.G.’s, den Thompson Twins auf dem Live-Aid-Konzert, und mit Jim Keltner auf dem Konzert zu Bob Dylans 30sten Geburtstag.
2006 spielte Fig auf dem The Village Lanterne-Album von Blackmore's Night. 2007 arbeitete er mit Joe Bonamassa an Joes Sloe Gin-Album, 2009 an seinem Ballad of John Henry-Album und 2014 an Different Shades of Blue. Am 4. Mai 2009 trat Fig der Band von Joe Bonamassa bei, für deren ersten Auftritt in der Royal Albert Hall in London, wo Eric Clapton einen Gastauftritt hatte. Eine DVD dieses Konzerts wurde veröffentlicht. Fig machte außerdem mit bei Ace Frehleys Album Anomaly (September 2009). Im November 2015 ging er mit Joe Bonamassa auf Tour.
Ab dem 25. März 2025 begleitet er Bob Dylan bei der Rough And Rowdy Ways Tour durch Amerika, beginnend in Tulsa als Nachfolger von Jim Keltner.